# Sulsaga
Sulsaga (Shulsaga) é uma deusa astral na mitologia suméria.